# Ernsthofen
Ernsthofen – gmina w Austrii, w kraju związkowym Dolna Austria, w powiecie Amstetten, w rejonie Mostviertel. Według Austriackiego Urzędu Statystycznego liczyła 2 162 mieszkańców (1 stycznia 2014).